# Сколин
Сколин (пол. Skolin) — розташоване на Закерзонні село в Польщі, у гміні Великі Очі Любачівського повіту Підкарпатського воєводства.
Населення — 264 особи (2011).

## Історія
У 1880 р. село належало до Яворівського повіту Королівства Галичини та Володимирії Австро-Угорської імперії, в селі було 43 будинки і 240 жителів, а на землях фільварку — 2 будинки і 25 жителів; з них 219 греко-католиків, 27 римо-католики, 7 юдеїв, 12 інших визнань. Місцева греко-католицька громада належала до парафії Змієвиська Яворівського деканату Перемишльської єпархії.
У 1939 році в селі проживало 350 мешканців, з них 280 українців-грекокатоликів, 40 українців-римокатоликів, 20 поляків і 10 євреїв. Село входило до ґміни Великі Очі Яворівського повіту Львівського воєводства. Греко-католицька громада належала до парафії Великі Очі Краковецького деканату Перемишльської єпархії.
Наприкінці вересня 1939 р. село зайняла Червона армія. 27.11.1939 постановою Президії Верховної Ради УРСР село у складі повіту включене до новоутвореної Львівської області, а 17 січня 1940 року — до Краківецького району. В червні 1941, з початком Радянсько-німецької війни, село було окуповане німцями. В липні 1944 року радянські війська оволоділи селом, а в жовтні 1944 року село зі складу Львівської області передано Польщі. Українців добровільно-примусово виселяли в СРСР, але вони чинили спротив у рядах УПА і підпілля ОУН. Решту українців у 1947 р. з метою етноциду депортовано на понімецькі землі.
У 1975-1998 роках село належало до Перемишльського воєводства.

## Демографія
Демографічна структура станом на 31 березня 2011 року:
|          | Загалом | Допрацездатний вік | Працездатний вік | Постпрацездатний вік |
| -------- | ------- | ------------------ | ---------------- | -------------------- |
| Чоловіки | 133     | 26                 | 82               | 25                   |
| Жінки    | 131     | 24                 | 79               | 28                   |
| Разом    | 264     | 50                 | 161              | 53                   |